# アジャリア自治共和国

アジャリア自治共和国
აჭარის ავტონომიური რესპუბლიკა

Ач'арис автономиури республика
Аджарская Автономная Республика

地域の標語：なし
地域の歌：アジャリア自治共和国の国歌

アジャリア自治共和国（グルジア語: აჭარის ავტონომიური რეპუბლიკა საქართველო,Ач'арис автономиури республика,ロシア語: Аджарская Автономная Республика）は、南コーカサス西南部にあり、黒海に面しトルコと接した地方に位置するジョージア（グルジア）国内の自治共和国。アジャール、アチャラなどともいい、首都は黒海岸の港湾都市バトゥミ。面積は2,900km2、人口は約40万人。
人口統計上、住民の8割は民族籍をカルトヴェリ人やその支族（ミングレル人、ラズ人、スヴァン人など。国勢調査では区分されていない）とされているが、実際にはこの地方のジョージア人の多くがアジャール人と呼ばれるイスラム教スンナ派を信仰するカルトヴェリ系のエスニック・グループであるため、ジョージア国内で自治共和国を形成している。

## 歴史
バトゥミ周辺は古代からカルトヴェリ系民族の居住地であったが、11世紀にセルジューク朝、13世紀にイルハン朝、17世紀にオスマン朝と、次々にイスラム王朝により征服され、多くの人々がムスリム（イスラム教徒）へと改宗していった。
1878年、黒海東南岸の重要な港湾となっていたバトゥミはロシア帝国に併合された。第一次世界大戦中にロシア帝国が倒壊すると黒海沿岸地方は奪還を目指すオスマン帝国（トルコ）軍の侵攻、ドイツ軍とイギリス軍の相次ぐ進駐を経て、1920年になって旧ロシア領グルジアで独立を宣言していたグルジア民主共和国に併合され、1921年、赤軍の侵攻によりグルジア社会主義ソビエト共和国の一部となった。ソビエトのもとでバトゥミはアジャリア自治ソビエト社会主義共和国とされ、ザカフカース社会主義連邦ソビエト共和国、ついでグルジア・ソビエト社会主義共和国の一部となった。
ジョージア独立後の1992年、ソ連解体以前から自治共和国最高会議議長としてアジャリアの指導者であったアスラン・アバシゼは、ジョージア中央政府のクーデターによる混乱に乗じて中央政府からほとんど自立した権力を築き上げることに成功した。アバシゼはロシアを後ろ盾とし、ジョージアのエドゥアルド・シェワルナゼ政権に対して、各自治共和国の中央政府に対する要求を尊重するとの譲歩を引き出させた。やがてアジャリアは独自の軍事力を持ち、中央政府への納税を拒否するまでに至り、事実上の独立国家となった。
2004年、国土分裂の阻止を公約とした改革派のミヘイル・サアカシュヴィリが1月のジョージア大統領選挙に勝利すると、アジャリアはグルジア中央政府支配地域との間の交通路を封鎖、3月15日に非常事態宣言が出され、ジョージア中央政府とアジャリアとの関係は一触即発の危機に陥った。3月18日、サアカシュヴィリがバトゥミを訪問してアバシゼと会見して事態収拾で合意し、いったんは危機が回避されたが、5月2日、アジャリアは自治共和国境界にかかる橋を爆破し、再び緊張が高まった。5月3日、サアカシュヴィリ政権はアジャリアに対して10日以内の武装解除を要求する最後通告を発し、アジャリア国内でもアバシゼ政権の強権に反対する人々のデモが起こった。5月5日、アバシゼ議長はロシアの勧告に従って辞任し、ロシアへ出国。アジャリアはジョージア中央政府の支配下に収められた。

## 地区
バトゥミ自治市と5つの地区で構成される。
| 地区名（日本語）     | 地区名（ジョージア語）     | 中心地           | 面積 (km2) | 人口 (2014年現在) | 備考 |
| -------------------- | -------------------------- | ---------------- | ---------- | ----------------- | ---- |
| バトゥミ             | ბათუმი                     | バトゥミ         | 2,600      | 152,839           |      |
| ケダ地区             | ქედის მუნიციპალიტეტი       | ケダ             | 452        | 16,760            |      |
| コブレティ地区       | ქობულეთის მუნიციპალიტეტი   | コブレティ       | 711.3      | 74,794            |      |
| シュヘヴィ地区       | შუახევის მუნიციპალიტეტი    | シュヘヴィ       | 588        | 15,044            |      |
| ヘルヴァチャウリ地区 | ხელვაჩაურის მუნიციპალიტეტი | ヘルヴァチャウリ | 356.4      | 51,189            |      |
| フロ地区             | ხულოს მუნიციპალიტეტი       | フロ             | 710        | 23,327            |      |